# Tylokepon bonnieri
Tylokepon bonnieri är en kräftdjursart som beskrevs av Stebbing 1904B. Tylokepon bonnieri ingår i släktet Tylokepon och familjen Bopyridae. Inga underarter finns listade i Catalogue of Life.